# Chlorophthalmus agassizi
L'occhiverdi o occhi verdi (Chlorophthalmus agassizi Bonaparte 1840) è un pesce di mare, unico rappresentante europeo della famiglia Chlorophthalmidae.

## Distribuzione ed habitat
È presente e comune nel mar Mediterraneo compresi i mari italiani e si trova anche nell'Oceano Atlantico sia orientale (dal golfo di Guascogna alle Isole di Capo Verde) che occidentale (dal Massachusetts alla Guyana). 

Vive a profondità notevoli, tra i 200 ed i 700 metri di profondità (in Atlantico fino a 1400 metri) su fondi fangosi.

## Descrizione
La caratteristica più evidente di questo pesce sono gli occhi, grandi, di colore verde smeraldo e con pupilla ovale. Il corpo è slanciato, la testa è grande ed appiattita, con la mandibola prominente. La prima pinna dorsale è corta ed alta, le pinne pettorali ampie e la pinna caudale biloba. 

Il colore è bronzeo con fasce scure, il ventre è bianco con puntini neri. La zona attorno all'ano è nera ed ospita un fotoforo.

## Alimentazione
È carnivoro, si nutre di invertebrati, soprattutto crostacei eufausiacei.

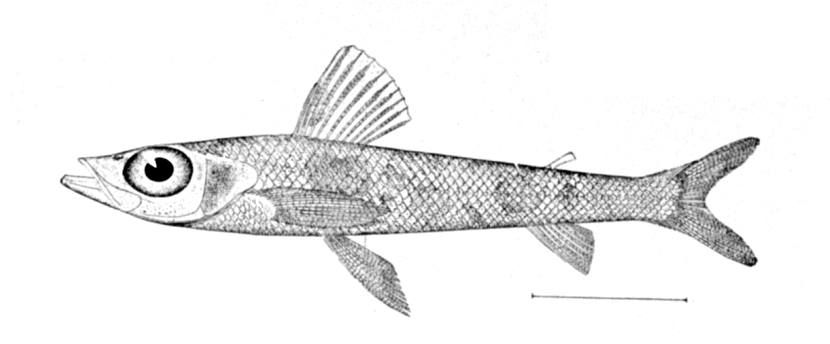
Disegno d'epoca

## Riproduzione
Estiva, uova e larve sono pelagiche.

## Biologia
È gregario e passa il suo tempo cacciando in agguato sul fondo.

## Pesca
Si cattura in quantità con le reti a strascico di profondità, ma il suo valore è modesto e finisce tra la minutaglia mista per fritture di paranza.